# Пересмішник сивий
Пересмішник сивий (Mimus gilvus) — вид горобцеподібних птахів родини пересмішникових (Mimidae).

## Поширення
Вид поширений в Центральній Америці та на півночі Південної Америки з півдня Мексики до східної частини Бразилії, на Малих Антильських островах та інших Карибських островах. Птахи в Панамі та Тринідаді, можливо, були інтродуковані.

## Опис
Птах завдовжки до 25 см, вагою до 54 г. Він має короткий, тонкий, трохи зігнутий дзьоб, довгі ноги і довгий хвіст. Оперення сіре на животі і сіро-коричневе на спині. Крила чорнуваті з двома білими смугами і білими краями махових. Темний хвіст з білими кінчиками. Дзьоб і ноги чорні.